# 武井真澂
武井 真澂（たけい しんちょう、1875年（明治8年）6月24日 - 1957年（昭和32年）6月3日）は、日本の山岳画家。本名は真澄。

## 生涯
長野県諏訪郡豊田村十川（現・諏訪市）に生まれる。1896年に東京美術学校本科を卒業。1900年（明治33年）から1914年（大正3年）まで旧制長野県立松本中学校で図画を教えた。退職後は東京に住みながら、長野県内を主体に山梨県・富山県・静岡県などの山に登り、山岳画を描いた。

## 略歴
- 1875年（明治8年）6月24日 - 武井一郎・寿美の長男として、長野県諏訪郡豊田村小川で生まれる
- 1889年（明治22年）1月14日 - 旧制長野小学校を卒業、旧制長野県立松本中学校に入学
- 1890年（明治23年）8月13日 - 戸隠山ヘ植物採集へ行き、大雷雨後に光る山々の美しさに感動し、それを画きたいという一念で山に入るようになる
- 1891年（明治24年）9月 - 東京美術学校鋳金科に入学
- 1896年（明治29年）7月 - 東京美術学校鋳金科本科を卒業
- 1896年（明治29年）7月 - 小山正太郎につき洋画を研究
- 1897年（明治30年）12月1日 - 陸軍近衛歩兵第1連隊第3中隊に入隊
- 1900年（明治33年）6月11日 - 松本中学校に赴任、児玉果亭について日本画（南画）を習う
- 1901年（明治34年） - 父一郎の鋳像作製を開始
- 1905年（明治38年） - 小千代と結婚
- 1906年（明治39年）8月 - 吉江喬松、太田水穂、岡村千馬太と木曽御嶽に登る
- 1909年（明治42年）9月 - 松本中学校長・小林有也の胸像を制作（北村西望との共作）
- 1914年（大正3年）- 中学教師の職を辞し上京、寺崎廣業の門に入る
- 1922年（大正11年）- 農商務省工芸品展覧会に入選
- 1923年（大正12年）5月 - 発明品展覧会に出品したものが宮内省御用品として買い上げられる
- 1935年（昭和10年）6月27日 -『山岳美観』（吉江喬松との共著、協和書院刊）を発行
- 1936年（昭和11年）3月 - 日本山岳画協会創立に参加
- 1945年（昭和20年）5月 - 東京で空襲のため罹災し、6月に長野県東筑摩郡宗賀村（現・塩尻市）に疎開、その後近隣の洗馬村に移る
- 1955年（昭和30年）11月 - 東京に転居
- 1956年（昭和31年）10月 - 千葉県柏市の新居に移る
- 1957年（昭和32年）6月3日 - 死去、享年82

- 2017年（平成29年）7月15日 - 松本市立博物館にて松本市市制施行110周年記念展 特別展「山岳画家 武井真澂」開催。それにともない遺族が同館にスケッチ・写生帳など絵画資料約1,900点を寄贈

## 著書
- 『山岳美観』（吉江喬松との共著）協和書院、1935年（1978年に大修館書店が復刻）山岳美観 - 国立国会図書館デジタルコレクション